# 大鱗擬褐鱈
大鱗擬褐鱈，為輻鰭魚綱鱈形目稚鱈科的其中一種，分布於西南太平洋紐西蘭至澳洲新南威爾斯及塔斯馬尼亞島海域，為亞熱帶海水魚，深度0-220公尺，體長可達25公分，棲息在棲息在岩石底質海域，生活習性不明，可做為食用魚。